# Эрлих, Даниэль
Даниэ́ль Э́рлих (англ. Daniel Erlich; 13 марта 1991, Торнхилл, Онтарио, Канада) — израильско-канадский хоккеист, левый нападающий клуба Хоккейной лиги Восточного побережья (ECHL) «Форт-Уэйн Кометс».

## Статистика
| Легенда | Легенда                    | Легенда | Легенда                   | Легенда | Легенда    |
| ------- | -------------------------- | ------- | ------------------------- | ------- | ---------- |
| И       | Количество проведённых игр | Штр     | Штрафное время            | +/−     | Плюс-минус |
| Г       | Голы                       | П       | Голевые передачи          | О       | Очки       |
| -       | Статистика неизвестна      | —       | Статистика не учитывалась |         |            |

### Клубная карьера
- a В «Плей-офф» учитывается статистика игрока в квалификационном турнире.

## Достижения

### Командные
Израиль
| Год  | Команда | Достижение                          | Достижение |
| ---- | ------- | ----------------------------------- | ---------- |
| 2005 | Метула  | Бронзовый призёр чемпионата Израиля |            |

Международные
| Год  | Команда | Достижение                                            | Достижение |
| ---- | ------- | ----------------------------------------------------- | ---------- |
| 2013 | Израиль | Победитель группы B Второго дивизиона чемпионата мира |            |

### Личные
Студенческая карьера
| Год  | Команда          | Достижение                                                     | Достижение |
| ---- | ---------------- | -------------------------------------------------------------- | ---------- |
| 2013 | Вестерн Мустангс | Попадание в Сборную молодых звёзд Западной конференции OUA     |            |
| 2014 | Вестерн Мустангс | Попадание в первую Сборную всех звёзд Западной конференции OUA |            |

Международные
| Год  | Команда          | Достижение                                                      | Достижение |
| ---- | ---------------- | --------------------------------------------------------------- | ---------- |
| 2006 | Израиль (юниор.) | Лучший снайпер Третьего дивизиона юниорского чемпионата мира    |            |
| 2006 | Израиль (юниор.) | Лучший ассистент Третьего дивизиона юниорского чемпионата мира  |            |
| 2006 | Израиль (юниор.) | Лучший бомбардир Третьего дивизиона юниорского чемпионата мира  |            |
| 2006 | Израиль (юниор.) | Лучший нападающий Третьего дивизиона юниорского чемпионата мира |            |
| 2013 | Израиль          | Лучший ассистент группы B Второго дивизиона чемпионата мира     |            |
| 2013 | Израиль          | Лучший бомбардир группы B Второго дивизиона чемпионата мира     |            |
| 2014 | Израиль          | Лучший ассистент группы A Второго дивизиона чемпионата мира     |            |